# Miss Supranational 2013
Miss Supranational 2013 − piąta gala konkursu Miss Supranational, która odbyła się 6 września 2013. Po raz pierwszy w historii konkursu gala nie odbyła się w Polsce, tak jak w pierwszych czterech edycjach, tylko na Białorusi, w Mińsku, w hali Pałacu Sportowego.
W konkursie miała wziąć udział rekordowa liczba 100 uczestniczek, ostatecznie w konkursie wystartowało 84 z czego dwie zrezygnowały w trakcie grupowania. Transmisję przeprowadziła białoruska telewizja ONT, natomiast retransmisje w Polsce przeprowadziła stacja TV4. Na gali wystąpiła białoruska piosenkarka Alona Łanska.
Konkurs wygrała Miss Filipin – Mutya Johanna Datul, po raz pierwszy w tym konkursie koronowano kobietę z Azji.

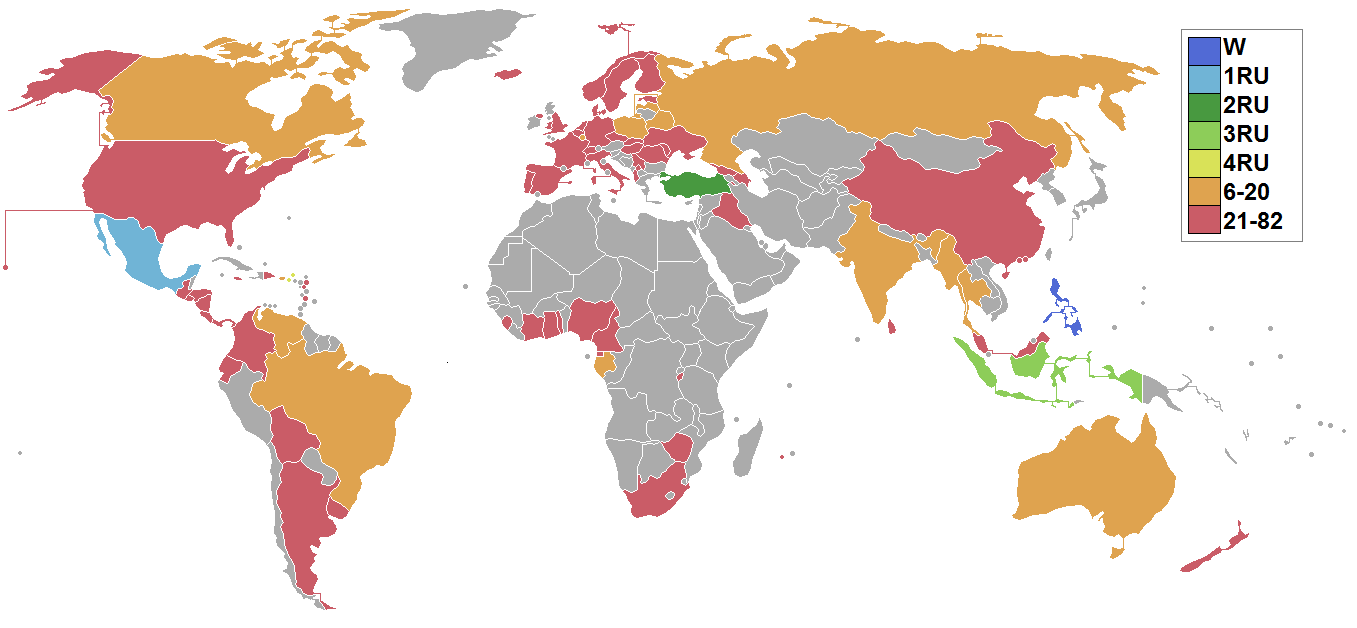
Państwa i terytoria zależne uczestniczące w Miss Supranational 2013

## Rezultat finałowy
| Rezultat                | Placements |
| ----------------------- | --- |
| Miss Supranational 2013 | - Filipiny – Mutya Johanna Datul |
| 1. wicemiss             | - Meksyk – Jacqueline Morales |
| 2. wicemiss             | - Turcja – Leyla Köse |
| 3. wicemiss             | - Indonezja – Cok Istri Krisnanda Widani |
| 4. wicemiss             | - Wyspy Dziewicze Stanów Zjednoczonych – Esonica Viera |
| Top 20                  | - Australia – Esma Voloder - Białoruś – Wieranika Czaczyna - Brazylia – Raquel Benetti - Gabon – Hilary Ondo - Indie – Vijaya Sharma - Kanada – Suzette Hernandez - Luksemburg – Heloise Paulmier - Łotwa – Diana Kubasova - Mjanma – Khin Wint Wah - Polska – Angelika Ogryzek - Portoryko – Desireé Del Río - Rosja – Jana Dubnik - Tajlandia – Thanyaporn Srisen - Ukraina – Kateryna Sandułowa - Wenezuela – Annie Fuenmayor |

## Kontynentalne Królowe Piękności
| Kontynent                     | Uczestniczka                    |
| ----------------------------- | ------------------------------- |
| Afryka                        | - Gabon – Hilary Ondo           |
| Ameryka Północna i Południowa | - Brazylia – Raquel Benetti     |
| Azja i Oceania                | - Australia – Esma Voloder      |
| Europa                        | - Białoruś – Wieranika Czaczyna |

## Nagrody specjalne
Miss Talentu
| Rezultat     | Uczestniczka |
| ------------ | --- |
| Zwyciężczyni | - Malezja – Nancy Markus |
| 2. miejsce   | - Kamerun – Johanna Loïs Medjo Akamba |
| 3. miejsce   | - Wyspy Dziewicze Stanów Zjednoczonych – Esonica Viera |
| Top 10       | - Australia – Esma Voloder - Filipiny – Mutya Johanna Datul - Gwadelupa – Elodie Odadan - Holandia – Leila Aigbedion - Portoryko – Desireé Del Río - Sri Lanka – Gayesha Perera - Węgry – Anett Szigethy |

Pozostałe nagrody specjalne
| Nagroda                  | Zwyciężczyni                      |
| ------------------------ | --------------------------------- |
| Miss Bikini              | - Islandia – Fanney Ingvarsdóttir |
| Miss Elegancji           | - Szwecja – Sally Lindgren        |
| Miss Fotogeniczności     | - Portoryko – Desireé Del Río     |
| Miss Internetu           | - Mjanma – Khin Wint Wah          |
| Miss Koleżeńskości       | - Makau – Sarah Leyshan           |
| Miss Osobowości          | - Filipiny – Mutya Johanna Datul  |
| Miss Top Model           | - Mołdawia – Valeria Donu         |
| Najlepsze Ciało          | - Argentyna – Juliana Kawka       |
| Najlepszy Strój Narodowy | - Nikaragua – Alejandra Gross     |

## Jurorzy
- Karina Pinilla Corro – Miss Supranational 2010
- Ludmiła Aleńksiejewa – prezes marketingu Krynica Beauty Company
- Carsten Mohr – prezydent World Beauty Association S.A.
- Grigorij Kisjel – prezes kanału telewizyjnego ONT TV
- Iwan Władisiewicz – dziennikarz radiowy
- Soraya Ticzer – projektantka mody
- Alaksandr Bahdanowicz – medalista olimpijski w kajakarstwie
- Iwan Ajplatow – projektant mody
- Elis Camillo – specjalistka medycyny estetycznej
- Ekaterina Buraya – Miss Supranational 2012
- Gerhard Parzutka von Lipiński – prezes zarządu Nowa Scena, prezydent wykonawczy konkursu Miss Supranational

## Lista uczestniczek
82 kandydatki konkursu piękności Miss Suprantional 2013
| Państwo                              | Uczestniczka               | Wiek | Wzrost (cm) | Miejscowość            |
| ------------------------------------ | -------------------------- | ---- | ----------- | ---------------------- |
| Albania                              | Deisa Shehaj               | 20   | 172         | Tirana                 |
| Anglia                               | Rachel Christie            | 25   | 178         | Londyn                 |
| Argentyna                            | Juliana Kawka              | 20   | 175         | Buenos Aires           |
| Australia                            | Esma Voloder               | 21   | 177         | Melbourne              |
| Azerbejdżan                          | Samira Akmanova            | 20   | 175         | Baku                   |
| Belgia                               | Karen Op't Eynde           | 19   | 175         | Overijse               |
| Białoruś                             | Wieranika Czaczyna         | 17   | 177         | Homel                  |
| Boliwia                              | Teresa Talmas              | 20   | 175         | Beni                   |
| Brazylia                             | Raquel Benetti             | 25   | 175         | São Francisco de Paula |
| Chiny                                | Qiang Liu                  | 18   | 174         | Pekin                  |
| Czechy                               | Lucie Klukavá              | 20   | 179         | Ostrawa                |
| Dania                                | Alexandria Eissinger       | 23   | 173         | Roskilde               |
| Dominikana                           | Alba Aquino                | 21   | 174         | Salvaleón de Higüey    |
| Ekwador                              | Giuliana Villavicencio     | 23   | 170         | Guayaquil              |
| Estonia                              | Xenia Likhacheva           | 24   | 171         | Tallinn                |
| Filipiny                             | Mutya Johanna Datul        | 21   | 173         | Santa Maria            |
| Finlandia                            | Asal Bargh                 | 26   | 174         | Helsinki               |
| Francja                              | Camille René               | 18   | 177         | Fort-de-France         |
| Gabon                                | Hilary Ondo                | 18   | 171         | Oyem                   |
| Ghana                                | Getty Baffoa               | 23   | 177         | Accra                  |
| Gruzja                               | Nino Gulikashvili          | 19   | 178         | Tbilisi                |
| Gwadelupa                            | Elodie Odadan              | 17   | 176         | Basse-Terre            |
| Gwatemala                            | Ana Rodas                  | 22   | 170         | Gwatemala              |
| Gwinea Równikowa                     | Lisa Ngonde                | 19   | 173         | Malabo                 |
| Haiti                                | Manouchka Luberisse        | 26   | 171         | Port-au-Prince         |
| Hiszpania                            | Eva Rogel                  | 23   | 176         | Sewilla                |
| Holandia                             | Leila Aigbedion            | 21   | 175         | Heemskerk              |
| Honduras                             | Andrea López               | 18   | 168         | Siguatepeque           |
| Hongkong                             | Sisi Wang                  | 21   | 166         | Hongkong               |
| Indie                                | Vijaya Sharma              | 20   | 173         | Nowe Delhi             |
| Indonezja                            | Cok Istri Krisnanda Widani | 21   | 172         | Tabanan                |
| Islandia                             | Fanney Ingvarsdóttir       | 22   | 175         | Garðabær               |
| Irak                                 | Klaodia Khalaf             | 23   | 173         | Bagdad                 |
| Irlandia Północna                    | Chloe Marsden              | 18   | 168         | Belfast                |
| Jamajka                              | Maurita Robinson           | 23   | 170         | Kingston               |
| Kamerun                              | Johanna Loïs Medjo Akamba  | 23   | 182         | Jaunde                 |
| Kanada                               | Suzette Hernandez          | 27   | 172         | Vancouver              |
| Kolumbia                             | Isabel Cristina Asprilla   | 24   | 179         | Bahia Solano           |
| Kosowo                               | Ramela Koleci              | 23   | 178         | Prisztina              |
| Kostaryka                            | Elena Correa               | 22   | 175         | San José               |
| Luksemburg                           | Heloise Paulmier           | 18   | 167         | Luksemburg             |
| Łotwa                                | Diana Kubasova             | 24   | 176         | Ryga                   |
| Makau                                | Sarah Leyshan              | 26   | 170         | Makau                  |
| Malezja                              | Nancy Markus               | 23   | 170         | Kuala Lumpur           |
| Martynika                            | Cindy Jolie                | 22   | 176         | Fort-de-France         |
| Meksyk                               | Jacqueline Morales         | 22   | 175         | Zapotlanejo            |
| Mjanma                               | Khin Wint Wah              | 18   | 173         | Rangun                 |
| Mołdawia                             | Valeria Donu               | 19   | 175         | Kiszyniów              |
| Niemcy                               | Jackeline Dobritzsch       | 22   | 176         | Berlin                 |
| Nigeria                              | Neri Omoregie              | 23   | 180         | Edo                    |
| Nikaragua                            | Alejandra Gross            | 26   | 170         | Managua                |
| Norwegia                             | Marie Molo Peter           | 22   | 171         | Fredrikstad            |
| Nowa Zelandia                        | Chanè Berghorst            | 21   | 169         | Auckland               |
| Panama                               | Yinnela Yohan Yero Torres  | 23   | 179         | Panama                 |
| Polska                               | Angelika Natalia Ogryzek   | 21   | 176         | Szczecin               |
| Portoryko                            | Desireé Del Río            | 27   | 175         | San Juan               |
| Portugalia                           | Bruna Monteiro             | 21   | 180         | Bragança               |
| Południowa Afryka                    | Natasha Pretorius          | 25   | 177         | Kapsztad               |
| Reunion                              | Julie Nauche               | 25   | 170         | Saint-Denis            |
| Rosja                                | Jana Dubnik                | 22   | 177         | Nowosybirsk            |
| Rumunia                              | Natalia Rus                | 17   | 178         | Marmarosz              |
| Rwanda                               | Aurore Mutesi              | 21   | 178         | Kigali                 |
| Salwador                             | Metzi Solano               | 23   | 169         | San Salvador           |
| Serbia                               | Tanja Cupic                | 20   | 175         | Belgrad                |
| Sierra Leone                         | Suad Dukuray               | 22   | 168         | Freetown               |
| Słowacja                             | Luciána Čvirková           | 19   | 178         | Bratysława             |
| Sri Lanka                            | Gayesha Perera             | 25   | 170         | Kolombo                |
| Stany Zjednoczone                    | Kristy Abreu               | 19   | 173         | Westchester            |
| Surinam                              | Jaleeza Weibolt            | 20   | 174         | Paramaribo             |
| Szwajcaria                           | Joana Loureiro             | 25   | 175         | Berno                  |
| Szwecja                              | Sally Lindgren             | 18   | 175         | Sztokholm              |
| Tajlandia                            | Thanyaporn Srisen          | 25   | 173         | Bangkok                |
| Togo                                 | Armande Akumah             | 22   | 178         | Lomé                   |
| Turcja                               | Leyla Köse                 | 21   | 178         | Nevşehir               |
| Ukraina                              | Kateryna Sandułowa         | 23   | 177         | Kijów                  |
| Urugwaj                              | Agustina Mederos           | 21   | 173         | Montevideo             |
| Walia                                | Fallon Robinson            | 18   | 167         | Cardiff                |
| Wenezuela                            | Annie Fuenmayor            | 22   | 175         | Maracaibo              |
| Węgry                                | Anett Szigethy             | 17   | 176         | Budapeszt              |
| Włochy                               | Laura Piras                | 21   | 175         | Sardynia               |
| Wybrzeże Kości Słoniowej             | Reine Victoire Aka         | 20   | 169         | Jamusukro              |
| Wyspy Dziewicze Stanów Zjednoczonych | Esonica Viera              | 24   | 172         | Saint Thomas           |
| Zimbabwe                             | Lungile Mathe              | 23   | 175         | Harare                 |

## Ciekawostki
Państwa, które zadebiutowały w konkursie
|  | - Australia - Argentyna - Ghana - Gwadelupa - Indonezja - Jamajka - Luksemburg - Makau - Malezja | - Martynika - Mjanma - Nikaragua - Reunion - Sierra Leone - Sri Lanka - Szwajcaria - Urugwaj - Wybrzeże Kości Słoniowej |

Państwa, które powróciły do konkursu
|  | - Azerbejdżan - Chiny - Finlandia - Gwatemala - Gwinea Równikowa - Haiti - Holandia - Hongkong - Irak - Kamerun - Kolumbia - Łotwa | - Meksyk - Mołdawia - Nowa Zelandia - Rosja - Słowacja - Salwador - Togo - Ukraina - Włochy - Wyspy Dziewicze Stanów Zjednoczonych - Zimbabwe |

Państwa, które zrezygnowały z konkursu
- Belize
- Bośnia i Hercegowina
- Czarnogóra
- Izrael
- Kuba
- Litwa
- Macedonia Północna
- Namibia
- Słowenia
- Wietnam

## Notki
Kraje, które zmieniły kandydatki
- Bahamy - Deandra Harris
- Botswana - Tshepiso Alexandria Mothothori
- Curaçao - Marvia Laurence, Ruanda Louise Reinilla
- Dominikana - Carolyn Hawa
- Gabon - Vanessa Lemani
- Gwadelupa - Leila Lapin
- Jamajka - Chavoy Gordon
- Kolumbia - Tatiana Macea Davila
- Kuba - Brianna Ortiz
- Serbia - Amanda Manasievski
- Szwecja - Sabina Claeson
- Urugwaj - Lorena Romaso

Kraje, które wybrały kandydatki, lecz wycofały się z konkursu
debiut
- Algieria - Sarah Tarchid
- Botswana - Shine Tlape
- Malta - Alison Galea Valleta
- Tanzania - Winfrida Dominic

powrót
- Bahamy - Lataj Henfield
- Curaçao - Xiohenne Renita (musiała się wycofać w trakcie zgrupowania, ponieważ po zrobieniu testu okazało się, że jest w ciąży)[7]
- Etiopia - Nardos Kinde
- Japonia - Sayaka Ishii

rezygnacja
- Belize Jessel Lauriano
- Izrael - Shelly Regev
- Kuba - Liz Valdez
- Litwa - Migle Latusenkaite
- Namibia - Salmi Nambinga
- Szkocja - Gemma Palmer (zrezygnowała w trakcie zgrupowania, przyczyna tej decyzji jest nieznana)
- Wietnam - Jewaria Gazaele Luu

Kandydatki, które brały udział w innych konkursach piękności
|  | Miss World - 2010: Islandia – Fanney Ingvarsdóttir - 2011: Polska – Angelika Ogryzek - 2011: Wyspy Dziewicze Stanów Zjednoczonych – Esonica Viera (Top 15) Miss International - 2006: Sri Lanka – Gayesha Perera - 2011: Portoryko – Desireé Del Río (3. wicemiss) - 2012: Estonia – Xenia Likhacheva Miss Earth - 2009: Łotwa – Diana Kubasova - 2011: Estonia – Xenia Likhacheva Miss Grand International - 2014: Nikaragua – Alejandra Gross - 2014: Polska – Angelika Ogryzek (Top 10) - 2014: Rosja – Yana Dubnik (Top 10) Miss Intercontinental - 2012: Łotwa – Diana Kubasova (Top 15) - 2013: Dania – Alexandria Eissinger Reina Hispanoamericana - 2014: Brazylia – Raquel Benetti (6. wicemiss) Miss Tourism International - 2012: Estonia – Xenia Likhacheva - 2012: Luksemburg – Heloise Paulmier - 2013: Czechy – Lucie Klukava (Top 20) Top Model of the World - 2013: Stany Zjednoczone – Kristy Abreu Miss Teen World - 2010: Nowa Zelandia – Chanè Berghorst (Top 12) Miss Tourism World - 2013: Gabon – Hillary Ondo (1. wicemiss) Miss Tourism Queen International - 2009: Sri Lanka – Gayesha Perera Miss Globe - 2012: Niemcy – Jackeline Dobritzsch Miss Globe International - 2012: Haiti – Manouchka Luberisse - 2014: Australia – Esma Voloder (Zwyciężczyni) - 2014: Gwatemala – Ana Beatriz Rodas | Miss Model of the World - 2014: Kolumbia – Isabel Cristina Asprilla (Top 30) Miss All Nations - 2010: Łotwa – Diana Kubasova (Zwyciężczyni) Miss Bikini International - 2010: Łotwa – Diana Kubasova (1. wicemiss) - 2011: Kostaryka – Elena Correa Miss Bikini Universe - 2013: Łotwa – Diana Kubasova Miss Exclusive of the World - 2014: Portugalia – Bruna Monteiro (4. wicemiss) Miss Humanity International - 2011: Południowa Afryka – Natasha Pretorius - 2012: Norwegia – Marie Molo Peter Miss Turismo Planet - 2013: Południowa Afryka – Natasha Pretorius Miss Tourism Queen of the Year International - 2011: Kostaryka – Elena Correa - 2011: Portugalia – Bruna Monteiro Miss Supermodel International - 2012: Portugalia – Bruna Monteiro - 2016: Holandia – Leila Aigbedion Miss Asia Pacifico Mundo - 2012: Łotwa – Diana Kubasova (2. wicemiss) - 2012: Sri Lanka – Gayesha Perera (Top 12) Miss Planet Tourism - 2013: Południowa Afryka – Natasha Pretorius Miss Apollon - 2014: Łotwa – Diana Kubasova (Zwyciężczyni) Miss Euro - 2012: Czechy – Lucie Klukavá Miss Mermaid International - 2015: Belgia – Karen Op't Eynde Reinado Internacional de la Panela - 2013: Kolumbia – Isabel Cristina Asprilla (Zwyciężczyni) |